# Mario Ingrellini
Mario Ingrellini (Lucca, 21 aprile 1915 – Cielo del Mediterraneo, 14 giugno 1942) è stato un militare e aviatore italiano, decorato di Medaglia d'oro al valor militare alla memoria nel corso della seconda guerra mondiale.

## Biografia
Nacque a Lucca il 21 aprile 1915, e dopo aver conseguito il diploma di ragioniere si iscrisse alla facoltà di economia dell’Università di Firenze. Interruppe gli studi nel corso del 1936, arruolandosi nella Regia Aeronautica come Allievo ufficiale pilota. Nel gennaio 1938 conseguì il brevetto di pilota militare, e divenuto sottotenente di complemento entrò in servizio presso il 19º Stormo Osservazione Aerea, congedandosi nel febbraio 1939. Qualche tempo dopo presentò domanda, che fu accolta, per rientrare in servizio attivo frequentando poi la Scuola bombardamento, al termine della quale fu assegnato al 36º Stormo Bombardamento Terrestre, passando poi in forza al 46º Stormo Bombardamento Terrestre il 14 febbraio 1940.
Dopo l’entrata in guerra dell’Italia, avvenuta il 10 giugno dello stesso anno, combatté durante la battaglia delle Alpi Occidentali e poi sui cieli del Mediterraneo Occidentale, venendo decorato con una Medaglia di bronzo al valor militare. Nel novembre 1940, con la 253ª Squadriglia assegnata all’aeronautica dell’Albania, passò ad operare sul fronte greco-albanese, dove rimase fino all’aprile 1941. Promosso tenente nel dicembre successivo, fu trasferito in Africa Settentrionale Italiana, rientrando poi a Pisa per essere assegnato, dietro domanda, alla specialità aerosiluranti.
Rientrato al suo reparto, la 253ª Squadriglia, 104º Gruppo, 46º Stormo, la mattina del 14 giugno 1942 decollò con il suo Savoia-Marchetti S.79 Sparviero insieme al sergente maggiore Giorgio Compiani. I due erano decisi a colpire la portaerei Eagle con il proprio siluro in dotazione al velivolo.
Insieme ad altri 31 aerosiluranti e 18 bombardieri decollati dalla Sardegna, il 14 giugno gli aerei italiani attaccarono il convoglio Harpoon, affondando il piroscafo Tanimbar e danneggiando gravemente l’incrociatore leggero Liverpool. L’aereo di Ingrellini e Compiani attaccò la portaerei Eagle, lanciando il proprio siluro da una distanza si 366 m ed a una quota di 36 m. Dopo il lancio dell’arma l’S.79 si mise su una rotta di scampo, ma fu colpito dal fuoco antiaereo della Eagle, coadiuvato da quello del cacciatorpediniere Icarus, e si incendiò precipitando in mare con la morte di tutto l’equipaggio. Sia lui che Compiani vennero decorati dapprima con la Medaglia d'argento al valor militare alla memoria, successivamente trasformata in Medaglia d'oro, mentre gli altri membri dell’equipaggio ricevettero quella d’argento.
In tale azione perse la vita anche il pari grado Giovanni Vivarelli Colonna, anche lui ai comandi di un trimotore Savoia-Marchetti S.79 Sparviero.

### Annotazioni
1. ↑  Prima di decollare Compiani lasciò al suo comandante di reparto, ai suoi commilitoni ed ai propri genitori, alcune lettere in cui, oltre a riaffermare il proprio amore per la Patria, dichiarava che sarebbe rientrato alla base solo dopo aver colpito con un siluro il fianco della portaerei avversaria.
2. ↑  Per dare risalto alle sue parole Compiani scrisse il nome della nave nemica sul grasso che ricopriva la testa di guerra del siluro.
3. ↑  Si trattava del 1º aviere armiere Ido Valentini, e degli avieri scelti motorista Francesco Pirro, e marconista Giuseppe Bazzicchi.

### Fonti
1. 1 2  Ufficio Storico Stato Maggiore dell'Aeronautica 1969, p. 194.
2. 1 2 3 4 5 6 7  Mattioli, Caruana e Postlethwaite 2014, p. 48.
3. 1 2  Mattioli 2013, p. 31.
4. 1 2 3 4 5 6 7  Mattioli 2014, p. 49.
5. ↑  Mattioli 2013, p. 32.
6. ↑  http://www.quirinale.it/elementi/DettaglioOnorificenze.aspx?decorato=45506.
7. ↑  Bollettino Ufficiale 1949, disp.16, pag.1185, e Bollettino 1959, suppl. 7, pag.431.
8. ↑  Bollettino Ufficiale 1943, disp.5, pag.247, e disp. 19, pag. 1182.

### Periodici
- Marco Mattioli, Volontà di vittoria, in Aerei nella storia, n. 89, Parma, West-Ward Edizioni, aprile-maggio 2013,  pp. 30-33, ISSN 1591-1071 (WC · ACNP).